# 天主教帕尔马里斯教区
天主教帕爾馬里斯教區（拉丁語：Dioecesis Palmopolitana）是羅馬天主教在巴西的一個教區，為奧林達暨累西腓總教區的附屬教區。
教區於1962年1月13日成立，管轄伯南布哥州東南部，2004年時有270,913名教友（佔轄區總人口64.0%）。教區下轄20個堂區，有25名司鐸。教區主教現時出缺，榮休主教為熱尼瓦爾·薩拉依瓦-德-法蘭薩。